# Tellervo hiero
Tellervo hiero is een vlinder uit de familie Nymphalidae, onderfamilie Danainae.
De wetenschappelijke naam van de soort is voor het eerst geldig gepubliceerd in 1888 door Frederick DuCane Godman & Osbert Salvin.